# Plavecký Mikuláš
Plavecký Mikuláš je obec v okrese Malacky na Slovensku. Žije zde 740 obyvatel. První písemná zmínka o obci pochází z roku 1394. 

## Přírodní poměry
V katastrálním území obce se nachází přírodní památky Deravá skala a Bukovina, národní přírodní rezervace Kršlenica, přírodní rezervace Nové pole a zasahuje do něj část chráněného areálu Rudava.